# Хурэ-Ци
Хурэ-Ци (кит. упр. 库伦旗, пиньинь Kùlún qí) — хошун  городского округа Тунляо автономного района Внутренняя Монголия (КНР). Название хошуна в переводе с монгольского означает «двор, подворье».

## История
В 1632 году сюда прибыл тибетский лама, который стал здесь проповедовать буддизм. В 1646 году эти земли, попавшие под власть империи Цин, были организованы в хошун Шилинту-Хурэ (锡勒图库伦旗).
После Синьхайской революции он был подчинён Специальному административному району Жэхэ (热河特别行政区), в 1928 году преобразованного в провинцию Жэхэ. В 1933 году провинция Жэхэ была оккупирована японцами, которые передали её в состав марионеточного государства Маньчжоу-го; в Маньчжоу-го эти земли вошли в состав провинции Южная Синъань (в октябре 1943 года объединённую с другими провинциями в провинцию Объединённая Синъань).
После Второй мировой войны эти земли стали ареной борьбы между коммунистами и гоминьдановцами. В 1949 году они вошли в состав аймака Джирим (哲里木盟) Автономного района Внутренняя Монголия. В 1969 году аймак был передан в состав провинции Гирин; в 1979 году возвращён в состав Автономного района Внутренняя Монголия. Постановлением Госсовета КНР от 13 января 1999 года аймак Джирим был преобразован в городской округ Тунляо.

## Экономика
В хошуне хорошо развиты животноводство, сельское хозяйство, лесоводство. Разводится крупный рогатый скот, лошади, овцы, свиньи. Выращиваются такие культуры, как просо, гречиха, кукуруза, сорго, соя, рис, пшеница, картофель, а также кунжут, подсолнечник, клещевина, хлопок, табак и другие. Так, за год получается более чем 1 500 кг гречки, которая активно продается как в Китае, так и заграницей.

## Административное деление
Хошун Хурэ-Ци делится на 5 посёлков, 1 волость и 2 сомона.